# Wahlbezirk Schlesien 11
Der Wahlbezirk Schlesien 11 war ein Wahlkreis für die Wahlen zum Abgeordnetenhaus im österreichischen Kronland Schlesien. Der Wahlbezirk wurde 1907 mit der Einführung der Reichsratswahlordnung geschaffen und bestand bis zum Zusammenbruch der Habsburgermonarchie.

## Geschichte
Nachdem der Reichsrat im Herbst 1906 das allgemeine, gleiche, geheime und direkte Männerwahlrecht beschlossen hatte, wurde mit 26. Jänner 1907 die große Wahlrechtsreform durch Sanktionierung von Kaiser Franz Joseph I. gültig. Mit der neuen Reichsratswahlordnung schuf man insgesamt 416 Wahlbezirke, wobei mit Ausnahme Galiziens in jedem Wahlbezirk ein Abgeordneter im Zuge der Reichsratswahl gewählt wurde. Der Abgeordnete musste sich dabei im ersten Wahlgang oder in einer Stichwahl mit absoluter Mehrheit durchsetzen. Der Wahlkreis Schlesien 11 umfasste die Gerichtsbezirke Gerichtsbezirk Troppau ohne die Gemeinden der Wahlbezirke 8, 9, und 10, den Gerichtsbezirk Wagstadt ohne die Gemeinden des Wahlbezirkes 10, den Gerichtsbezirk Königsberg ohne die Gemeinden des Wahlbezirks 10 sowie die Gemeinden Briesau, Dittersdorf, Jantsch, Markersdorf, Waldolbersdorf.
Aus der Reichsratswahl 1907 ging der Böhmische Agrarier Karel Rolsberg als Sieger hervor. Bei der Reichsratswahl 1911 setzte sich der Sozialdemokrat Zigmund Witt durch.

## Wahlergebnisse

### Reichsratswahl 1907
Die Reichsratswahl 1907 wurde am 14. Mai 1907 (erster Wahlgang) sowie am 23. Mai 1907 (Stichwahl) durchgeführt.

#### Erster Wahlgang
| Kandidat                                                                     | Partei                          | Wahlkreisstimmen | Prozent |
| ---------------------------------------------------------------------------- | ------------------------------- | ---------------- | ------- |
| Karel Rolsberg                                                               | Tschechische Agrarpartei        | 4379             | 42,2 %  |
| Karel Kubalek                                                                | Tschechische Sozialdemokraten   | 4147             | 40,0 %  |
| Josef Meißner                                                                | Deutsche Volkspartei            | 1123             | 10,8 %  |
| Josef Pater                                                                  | Tschechische Fortschrittspartei | 687              | 6,6 %   |
|                                                                              | Sonstige Parteien               | 42               | 0,4 %   |
| Wahlberechtigte: 10943, Ungültige/Leere Stimmen: 83, Wahlbeteiligung: 94,8 % |                                 |                  |         |

#### Stichwahl
| Kandidat                                                                      | Partei                        | Wahlkreisstimmen | Prozent |
| ----------------------------------------------------------------------------- | ----------------------------- | ---------------- | ------- |
| Karel Rolsberg                                                                | Tschechische Agrarpartei      | 5650             | 55,5 %  |
| Karl Kubalek                                                                  | Tschechische Sozialdemokraten | 4536             | 44,5 %  |
| Wahlberechtigte: 10943, Ungültige/Leere Stimmen: 170, Wahlbeteiligung: 94,6 % |                               |                  |         |

### Reichsratswahl 1911
Die Reichsratswahl 1911 wurde am 13. Juni 1911 sowie am 20. Juni 1911 (Stichwahl) durchgeführt.
| Kandidat                                                                      | Partei                                       | Wahlkreisstimmen | Prozent |
| ----------------------------------------------------------------------------- | -------------------------------------------- | ---------------- | ------- |
| Karel Rolsberg                                                                | Tschechische Agrarpartei                     | 4336             | 41,2 %  |
| Zigmund Witt                                                                  | Tschechisch-autonomistische Sozialdemokraten | 3800             | 36,1 %  |
| Ignaz Manderla                                                                | Deutsche Agrarpartei                         | 1316             | 12,5 %  |
| Karel Tetenka                                                                 | Tschechisch-zentralistische Sozialdemokraten | 1018             | 9,7 %   |
|                                                                               | Sonstige Parteien                            | 48               | 0,5 %   |
| Wahlberechtigte: 11349, Ungültige/Leere Stimmen: 161, Wahlbeteiligung: 95,0 % |                                              |                  |         |

#### Stichwahl
| Kandidat                                                               | Partei                                       | Wahlkreisstimmen | Prozent |
| ---------------------------------------------------------------------- | -------------------------------------------- | ---------------- | ------- |
| Zigmund Witt                                                           | Tschechisch-autonomistische Sozialdemokraten | 5411             | 52,4 %  |
| Karel Rolsberg                                                         | Tschechische Agrarpartei                     | 4918             | 47,6 %  |
| Wahlberechtigte: 11349, Ungültige Stimmen: 296, Wahlbeteiligung: 936 % |                                              |                  |         |